# Gary Levinsohn
Gary Levinsohn (Sudafrica, 1959) è un produttore cinematografico sudafricano.
Si laurea presso l'University of Colorado nel 1985 e, nel periodo post laurea si dedica alla scrittura di vari spec script da presentare a compagnie cinematografiche.
È proprio grazie ai suoi lavori che viene adocchiato da Dino De Laurentiis, entrando a far parte della sua casa cinematografica.
Nell'aprile 1997 viene assegnato insieme a Mark Gordon come produttore di Capitan America, una rivisitazione dell'omonimo supereroe. Relazionato con la Marvel Enterprises, contatta Larry Wilson e Leslie Bohem per scrivere una bozza di sceneggiatura. Dopo che il film viene temporaneamente sospeso, Levinsohn esce dal progetto dedicandosi a The Relic.

## Filmografia
- Ghiaccio blu (Blue Ice) (1992)
- Una bionda tutta d'oro (The Real McCoy) (1993)
- Angus (1995)
- L'esercito delle 12 scimmie (12 Monkeys) (1995)
- Relic - L'evoluzione del terrore (The Relic) (1997)
- The Jackal (1997)
- The Ripper - Nel cuore del terrore (The Ripper) (1997)
- Pioggia infernale (Hard Rain) (1998)
- Paulie - Il pappagallo che parlava troppo (Paulie) (1998)
- Black Dog (1998)
- Salvate il soldato Ryan (Saving Private Ryan) (1998)
- Soldi sporchi (A Simplce Plain) (1998)
- Virus (1999)
- È una pazzia (All the Rage) (1999)
- Isn't She Great (2000)
- Il patriota (The Patriot) (2000)
- Pancho Villa, la leggenda (And Starring Pancho Villa as Himself) (2003)
- Timeline - Ai confini del tempo (Timeline) (2003)
- Life of the Party, regia di Barra Grant (2005)
- Casanova (2005)
- Snakes on a Plane (2006)
- L'imbroglio - The Hoax (The Hoax) (2006)
- Jack Reacher - La prova decisiva (Jack Reacher) (2012)
- Legami di sangue - Deadfall (Deadfall) (2012)